# Don’t Stop Believin’
Don’t Stop Believin’ ist ein Rocksong der US-amerikanischen Rockband Journey, der erstmals im Jahr 1981 veröffentlicht wurde.

## Geschichte und Rezeption

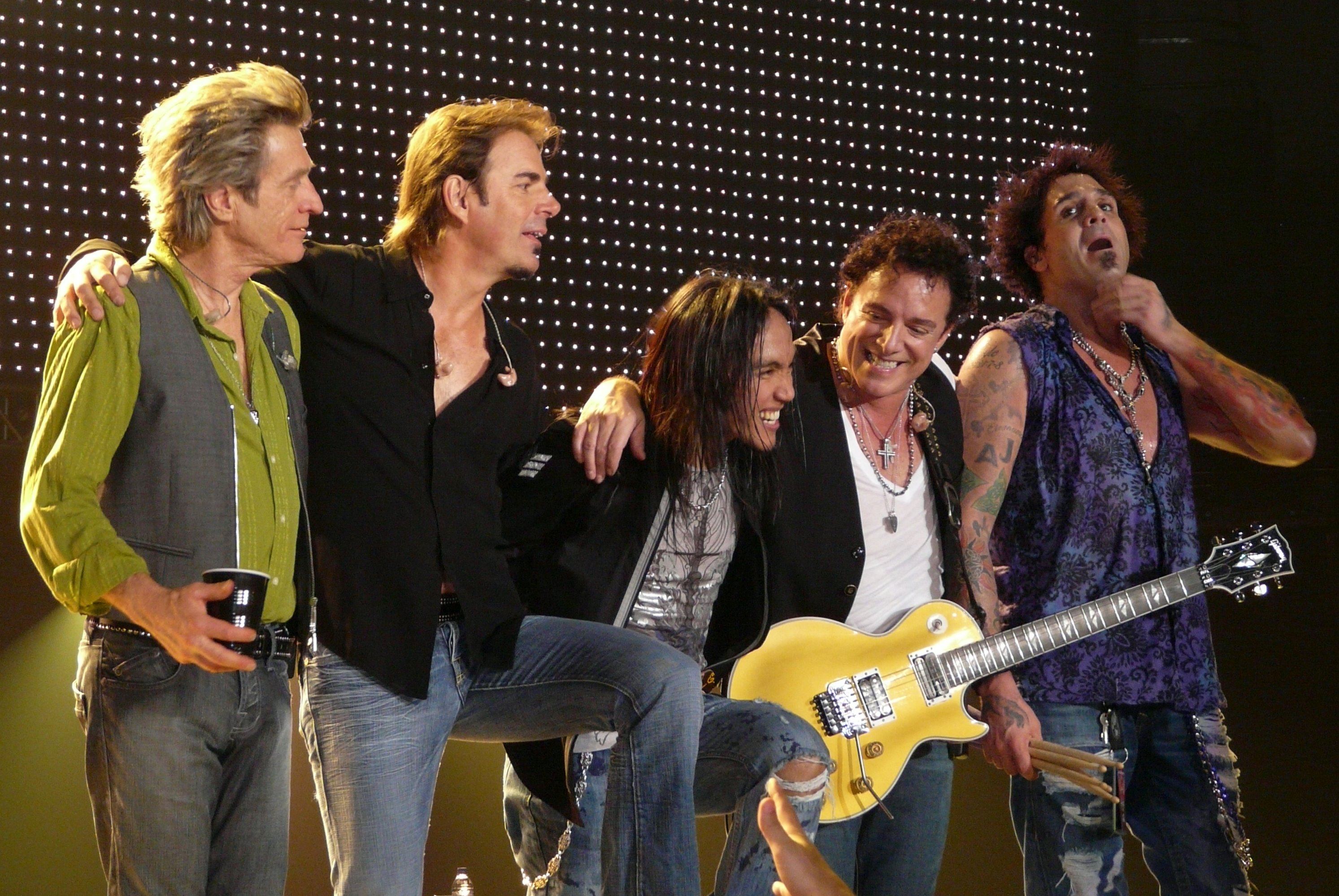

Don’t Stop Believin’ wurde zu einem der größten kommerziellen Erfolge Journeys und gilt gleichzeitig als ihr bekanntester Song. In den USA erreichte der Titel Platz 8 der Mainstream Rock Tracks und Platz 9 der regulären Singlecharts, den Billboard Hot 100. In Großbritannien wurde das 1981 veröffentlichte Stück nach einem weniger guten Einstieg auf Platz 62 im Jahr darauf zum Hit und erreichte als zweiter Song der Band die Charts und als erster die Top 10. Noch heute gilt der Titel als Evergreen und erreicht regelmäßig die Downloadcharts. Im Januar 2009 bekam der Song die Platin-Schallplatte verliehen.
Auch von Kritiker-Seite aus wurde der Song ein Erfolg. Kara Wright bezeichnete ihn etwa als „Wohlfühl-Song mit einer positiven Botschaft und einer unvergesslichen Melodie“. Mike DeGagne von AllMusic bezeichnete das Keyboardriff am Anfang als eines der besten der Rockgeschichte und den Song an sich als „perfekten Rocksong“.
Die noch heute große Popularität des Stücks ist zum Teil auch auf die Verwendung in zahlreichen Fernsehserien wie Laguna Beach, Family Guy, Scrubs – Die Anfänger, CSI: Den Tätern auf der Spur, Cold Case – Kein Opfer ist je vergessen oder Die Sopranos zurückzuführen. So stiegen die Downloadzahlen bei iTunes um mehr als das Vierfache, als der Song 2007 im Serienfinale Die Sopranos schlagen zurück zu hören war. Im Jahr 2009 erlebte das Lied erneut ein Comeback, als es in der Musical-Serie Glee für die Pilotfolge neu vertont wurde. Die Coverversion konnte von den Chartplatzierungen her den Erfolg Journeys sogar überbieten und schaffte es unter anderem in den USA auf Platz 4 und in Großbritannien auf Platz 2 der Singlecharts. Auch in Europa erreichte die Version in zahlreichen Ländern die Hitparaden. Bei den Grammy Awards 2011 war der Song für den Preis als „Beste Darbietung eines Duos oder einer Gruppe mit Gesang“ nominiert, es gewann jedoch die Band Train. In den Monaten September und Oktober 2016 schaffte es das Original auf die Spitzenposition der 1980er Chartausgabe in den deutschen Most-Wanted-Charts, somit feiert das Lied auch noch in den 2010er Jahren große Erfolge in Deutschland, obwohl es seinerzeit die offiziellen Singlecharts verfehlte.
Weitere Neuauflagen stammen unter anderem von Martina McBride, Kevin Chalfant, Hanson, John Mayer, Kanye West, Fall Out Boy, Steel Panther, The Jezabels und Mashup-Germany. Als Sportlied wurde es während der letzten Jahre ebenso beliebt, so lief es zum Beispiel bei Spielen der Chicago White Sox, der Los Angeles Dodgers und der Minnesota Twins; nach gewonnenen Heimspielen der Detroit Red Wings singt das Publikum regelmäßig die Textzeile born and raised in south Detroit mit.
Der Song ist auf diversen Kompilationsalben, darunter Best-of-Alben von Journey, enthalten. Unter anderem änderten Journey die Zeile born and raised in South Detroit bei einem Konzert in Houston in born and raised right here in Houston um.
Während der COVID-19-Pandemie wurde Don’t Stop Believin’ als Hymne für Patienten genutzt, die aus dem NewYork-Presbyterian Hospital und dem Henry Ford Hospital in Detroit entlassen wurden, nachdem sie die Viruserkrankung überstanden hatten.

## Mitwirkende
- Steve Perry: Gesang
- Ross Valory: E-Bass, Hintergrundgesang
- Jonathan Cain: Klavier, Keyboard, Hintergrundgesang
- Neal Schon: Gitarre, Hintergrundgesang
- Steve Smith: Schlagzeug

## Chartplatzierungen

### Journey
Don’t Stop Believin’ platzierte sich in Österreich erstmals 2013 in den Charts, in Deutschland 2023 und in der Schweiz 2024.
| ChartsChartplatzierungen       | Höchstplatzierung | Wochen |
| ------------------------------ | ----------------- | ------ |
| Deutschland (GfK)              | 32 (… Wo.)        | …      |
| Österreich (Ö3)                | 24 (… Wo.)        | …      |
| Schweiz (IFPI)                 | 44 (47 Wo.)       | 47     |
| Vereinigte Staaten (Billboard) | 9 (16 Wo.)        | 16     |
| Vereinigtes Königreich (OCC)   | 6 (120 Wo.)       | 120    |

| ChartsJahrescharts (1982)      | Platzierung |
| ------------------------------ | ----------- |
| Vereinigte Staaten (Billboard) | 73          |

| ChartsJahrescharts (2024)    | Platzierung |
| ---------------------------- | ----------- |
| Deutschland (GfK)            | 89          |
| Österreich (Ö3)              | 65          |
| Schweiz (IFPI)               | 87          |
| Vereinigtes Königreich (OCC) | 76          |

### Glee Cast
| ChartsChartplatzierungen       | Höchstplatzierung | Wochen |
| ------------------------------ | ----------------- | ------ |
| Deutschland (GfK)              | 50 (4 Wo.)        | 4      |
| Österreich (Ö3)                | 68 (1 Wo.)        | 1      |
| Schweiz (IFPI)                 | 74 (1 Wo.)        | 1      |
| Vereinigte Staaten (Billboard) | 4 (7 Wo.)         | 7      |
| Vereinigtes Königreich (OCC)   | 2 (37 Wo.)        | 37     |

## Auszeichnungen für Musikverkäufe

### Journey
| Land/Region                  | Auszeichnungen für Musikverkäufe (Land/Region, Auszeichnung, Verkäufe) | Verkäufe   |
| ---------------------------- | ---------------------------------------------------------------------- | ---------- |
| Australien (ARIA)            | 13× Platin                                                             | 910.000    |
| Dänemark (IFPI)              | 2× Platin                                                              | 180.000    |
| Deutschland (BVMI)           | 2× Platin                                                              | 1.200.000  |
| Italien (FIMI)               | Platin                                                                 | 50.000     |
| Mexiko (AMPROFON)            | Gold                                                                   | 30.000     |
| Neuseeland (RMNZ)            | 10× Platin                                                             | 300.000    |
| Portugal (AFP)               | 3× Platin                                                              | 30.000     |
| Spanien (Promusicae)         | 2× Platin                                                              | 120.000    |
| Vereinigte Staaten (RIAA)    | 18× Platin (Digital) · + Platin (Mastertone) · + Gold (Physisch)       | 19.500.000 |
| Vereinigtes Königreich (BPI) | 6× Platin                                                              | 3.600.000  |
| Insgesamt                    | 2× Gold · 48× Platin · 1× Diamant ·                                    | 25.920.000 |

### Glee Cast
| Land/Region                  | Auszeichnungen für Musikverkäufe (Land/Region, Auszeichnung, Verkäufe) | Verkäufe  |
| ---------------------------- | ---------------------------------------------------------------------- | --------- |
| Australien (ARIA)            | Platin                                                                 | 70.000    |
| Mexiko (AMPROFON)            | Gold                                                                   | 30.000    |
| Vereinigte Staaten (RIAA)    | Platin                                                                 | 1.000.000 |
| Vereinigtes Königreich (BPI) | Platin                                                                 | 600.000   |
| Insgesamt                    | 1× Gold · 3× Platin ·                                                  | 1.700.000 |

## Coverversionen
- 1995: The Jabbowockers
- 2002: Eric Dover
- 2007: The Zoo
- 2008: Martina McBride
- 2009: Joe McElderry
- 2010: Cimorelli
- 2011: Nick Pitera
- 2012: Ian „H“ Watkins (Live-Version)
- 2016: Rob Lundgren und David Olivares
- 2020: LadBaby (Don’t Stop Me Eatin’)